# Masahiro Koga
Masahiro Koga (jap. 古賀 正紘 Koga Masahiro; ur. 8 września 1978) – japoński piłkarz.

## Kariera klubowa
Od 1997 do 2015 roku występował w klubach Nagoya Grampus Eight, Kashiwa Reysol, Júbilo Iwata i Avispa Fukuoka.

## Kariera reprezentacyjna
W 1997 roku Masahiro Koga zagrał na Mistrzostwach Świata U-20.